# Пешаварский вальс
Пешаварский вальс — художественный военный фильм 1994 года, основанный на реальных событиях времён Афганской войны — восстании советских и афганских военнопленных в лагере моджахедов в Бадабере (Пакистан).

## Сюжет
В мае 1985 года британский журналист Чарли Палмер (Барри Кушнер) и его друг — французский врач Виктор Дюбуа (Виктор Вержбицкий) — отправились на джипе в лагерь моджахедов под Пешаваром, чтобы взять интервью у пленных советских солдат. Журналиста интересуют карательные акции, в которых принимали участие заключённые. Одни отказываются отвечать, другие говорят про напалм и химическое оружие, причем непонятно, правду ли говорят измученные солдаты или они оговаривают себя в надежде заинтересовать западных корреспондентов. Неожиданно пленные разоружают охрану и берут журналиста в заложники. У восставших нет плана. Добравшись до рации, они выходят в эфир, однако помощи ждать не приходится. Советское руководство подозревает, что речь идёт о провокации. Американский советник вызывает представителей восставших на переговоры и объявляет 20-минутный ультиматум. Среди советских пленных по-прежнему нет единого мнения о дальнейших действиях. Свои убивают своих. Истекает время ультиматума. Журналист в отчаянии кончает с собой. Пленные слышат приближение вертолётов и они подозревают, что это советские вертолёты, однако ракеты сеют смерть как среди душманов, так и восставших пленных.

## В ролях
| Актёр             | Роль                          |
| ----------------- | ----------------------------- |
| Барри Кушнер      |                               |
| Виктор Вержбицкий | Виктор Дюбуа французский врач |
| Сергей Плотников  |                               |
| Александр Пан     |                               |
| Геннадий Каюмов   |                               |
| Алексей Шемес     | Лысый                         |

## Отличия русской и западной монтажных версий
- Западная версия фильма получила название «Побег из Афганистана» (Escape from Afghanistan).
- Западная версия короче русской примерно на 7 минут.
- Всё происходящие события в фильме комментирует закадровый голос Чарли Палмера.
- Был добавлен пролог, смонтированный из документальных видеозаписей, где демонстрировались испытания различной военной техники.
- Был вырезан эпизод из начала фильма, где Чарли и Виктор ждут, когда починят грузовик. Основной сюжет западной версии начинается с того момента, где они уже подъезжают к лагерю моджахедов.
- Немного изменена сцена, где Чарли Палмер берет интервью у пленников: советские солдаты приходят отвечать на вопросы журналиста не в том порядке, что в русской версии.

## Награды и премии
- Главная премия на МКФ в Сан-Ремо.
- «Кинотавр», 1994 год. Номинация «Главный приз».
- Карловы Вары, 1994 год. Победитель в номинации «Лучший режиссёр» (Тимур Бекмамбетов, Геннадий Каюмов). Также фильм участвовал в номинации «Хрустальный глобус».
- Первая премия на конкурсе студенческих работ «Святая Анна» в Москве (1994 год).
- «Ника», 1996 год. Номинация «Лучший монтаж звука»[1].

Фильм малоизвестен в России. В одном из интервью Тимур Бекмамбетов рассказывал о начале 90-х и упомянул о фильме: 
Я как раз снял свой первый фильм — «Пешаварский вальс». И понял, что кино никому не нужно. Фильм ездил на фестивали, получал призы, но люди его не видели. В кинотеатрах были мебельные салоны и магазины запчастей.
По мнению многих ветеранов Афганской войны, «Пешаварский вальс» стал одной из самых пронзительных и правдивых кинокартин о событиях в Бадабере.
В 2002 году для американского видеорынка вышла немного перемонтированная версия фильма под названием «Побег из Афганистана» (англ. Escape from Afghanistan).